# Amguema
Amguema (ryska Амгуэма) är en by i den autonoma regionen Tjuktjien i Ryssland. Folkmängden uppgår till cirka 400 invånare.